# John Grey
John Grey of Groby (ur. ok. 1432  – zm. 17 lutego 1461) – angielski szlachcic, pierwszy mąż królowej Elżbiety Woodville.

## Życiorys
Urodził się jako pierworodny syn Edwarda Greya i Elisabeth Ferres. Jego rodzina popierała dynastię Lancasterów.
Około 1452 r. poślubił najstarszą córkę Richarda Woodville i Jakobiny Luksemburskiej, Elżbietę. Małżonkowie zamieszkali w posiadłości rodziców Greya w Groby Hall w hrabstwie Leicestershire. Z tego małżeństwa pochodziło dwóch synów: Thomas, który był pradziadem 9-dniowej królowej Anglii Jane Grey oraz Richard, który został stracony w 1483 r. z rozkazu króla Ryszarda III.
John Grey zginął 17 lutego 1461 r. w drugiej bitwie pod Saint Albans walcząc po stronie Lancasterów. Królem Anglii został Edward IV York.
W 1464 r. wdowa po nim, Elżbieta Woodville została żoną króla Anglii, a w 1465 r. odbyła się jej koronacja. Już jako królowa zadbała o korzystne mariaże dla starszego syna ze swego pierwszego małżeństwa.